# 三酸化炭素
三酸化炭素（さんさんかたんそ、Carbon trioxide）は、二酸化炭素と酸素原子との不安定な反応生成物である。一酸化炭素と酸素との反応でも検出される。炭酸イオン(CO32-)とは別物である。コロナ放電の負電荷側で見られる。これはプラズマの自由電子によって酸素分子から生じた酸素原子イオンと、二酸化炭素との反応である。
三酸化炭素には3つの異性体が可能で、図の左からCs、D3hそして C2vである。C2vは様々な研究から基底状態であることが証明されている。